# Forbidden Valley
Das Forbidden Valley (englisch für Verbotenes Tal) ist ein Tal in der antarktischen Ross Dependency. In den Hays Mountains des Königin-Maud-Gebirges liegt es südlich des Citadel Peak. Das in Teilen von Gletschereis und einer Moräne eingenommene Tal öffnet sich ostnordöstlich des Mount Crockett zum Scott-Gletscher.
Eine vom Geologen Edmund Stump (* 1946) von der Arizona State University geleitete Mannschaft besuchte das Tal im Dezember 1987 im Rahmen des United States Antarctic Research Program. Besagte Moräne erschwerte den Zugang, was zur Namensgebung beitrug.